# Mathias Engel
Mathias Engel (ur. 16 października 1905 w Kolonii – zm. 23 czerwca 1994 w Carlstadt) – niemiecki kolarz torowy, dwukrotny medalista mistrzostw świata.

## Kariera
Pierwsze sukcesy w karierze Mathias Engel osiągnął w 1926 roku, kiedy został mistrzem kraju w drużynowym wyścigu na dochodzenie oraz w sprincie indywidualnym. Na rozgrywanych rok później mistrzostwach świata w Kolonii był najlepszy w sprincie amatorów. W 1928 roku przeszedł na zawodowstwo. Podczas mistrzostw świata w Rzymie zdobył brązowy medal w sprincie, ulegając jedynie Belgowi Jefowi Scherensowi oraz Francuzowi Lucienowi Michardowi. W kolejnych latach zdobył jeszcze osiem medali mistrzostw kraju, w tym cztery złote. W drugiej połowie lat 30 XX wieku wyemigrował do Stanów Zjednoczonych i w 1937 roku został mistrzem USA w sprincie. Nigdy nie wystąpił na igrzyskach olimpijskich.